# Olpiolum elegans
Olpiolum elegans är en spindeldjursart som först beskrevs av Luigi Balzan 1887.  Olpiolum elegans ingår i släktet Olpiolum och familjen Olpiidae. Inga underarter finns listade i Catalogue of Life.